# 21498 Кінанферар
21498 Кінанферар (21498 Keenanferar) — астероїд головного поясу, відкритий 22 травня 1998 року.
Тіссеранів параметр щодо Юпітера — 3,502.